# Marcel Guerrini
Pour les articles homonymes, voir Guerrini.
Marcel Guerrini, né le 20 septembre 1994, est un coureur cycliste suisse spécialiste de VTT cross-country.

## Palmarès

### Championnats du monde
- 2016
  -  Médaillé de bronze du cross-country espoirs
- Les Gets 2022
  - 5e du cross-country

### Coupe du monde
- Coupe du monde de cross-country espoirs
  - 2016 : 3e du classement général, vainqueur d'une manche

- Coupe du monde de cross-country
  - 2018 : 45e du classement général
  - 2021 : 41e du classement général
  - 2022 : 26e du classement général
  - 2023 : 12e du classement général
  - 2024 : 13e du classement général

- Coupe du monde de cross-country short track
  - 2023 : 23e du classement général
  - 2024 : 18e du classement général

### Championnats d'Europe
- 2016
  -  Médaillé de bronze du cross-country espoirs
  -  Médaillé d'or du cross-country relais par équipe

- 2023
  - 9e du cross-country